# Agave fourcroydes
L'henequen (Agave fourcroydes Lem., 1864) è una pianta della famiglia delle Asparagaceae, originaria del Messico sud-orientale.

## Descrizione
Tale pianta si presenta con un fusto alto fino a 1,8 m.  Le foglie verde-grigiastro bordate di spine sulla sommità hanno forma lanceolata e possono raggiungere gli 1,8 m di lunghezza e 10–15 cm di larghezza .

## Distribuzione e habitat
Originaria degli Stati dello Yucatán, Veracruz e Tamaulipas e del Guatemala. È stata introdotta in altre zone, tra cui Italia, Spagna, Tunisia, Isole Canarie, Costa Rica, Porto Rico, Haiti, Cuba, isole Cayman.

## Usi
Le foglie di Agave fourcroydes producono una fibra adatta per la produzione di corda e spago. La pianta, per tale produzione, viene tagliata dallo stelo; le foglie dunque vengono ridotte da un mulino in un composto granuloso, che viene fatto essiccare al sole e poi compresso in modo da formare delle balle filiformi di spago.
È anche usata per fare il liquore di Henequen, una bevanda alcolica tradizionale messicana.